# Ya'Altzemen
Ya'Altzemen är en ort i Mexiko.   Den ligger i kommunen Chilón och delstaten Chiapas, i den sydöstra delen av landet, 800 km öster om huvudstaden Mexico City. Ya'Altzemen ligger 1 436 meter över havet och antalet invånare är 321.
Terrängen runt Ya'Altzemen är huvudsakligen kuperad. Ya'Altzemen ligger uppe på en höjd. Runt Ya'Altzemen är det glesbefolkat, med 16 invånare per kvadratkilometer. Närmaste större samhälle är Yajalón, 17,2 km nordväst om Ya'Altzemen. I omgivningarna runt Ya'Altzemen växer i huvudsak städsegrön lövskog.